# Revolver

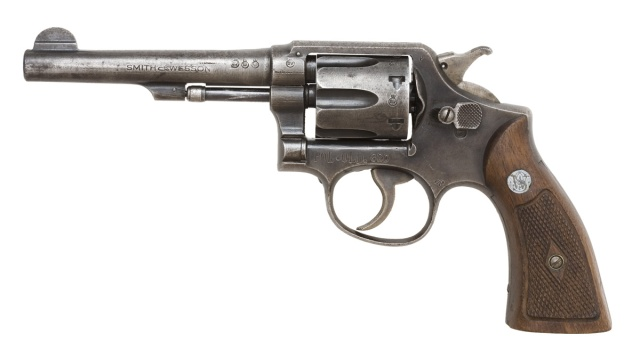
Revolver Smith & Wesson Model 10 M&P

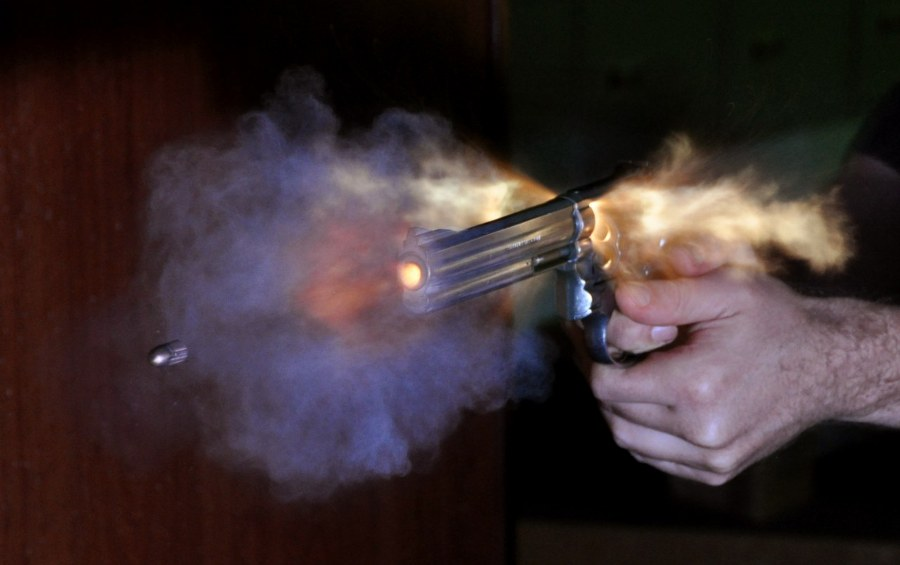
Výstřel z revolveru Smith & Wesson 686 .38 Special

Revolver je opakovací, obvykle ruční krátká palná zbraň, v níž jsou náboje umístěny v komorách otočného válce, který se při střelbě danou komorou vyrovnává s hlavní a plní zároveň funkci nábojové komory. Funkce revolveru je ovládána pouze silou střelce.
Revolver pracuje tak, že má několik komor v otočném válci. Jedna komora je vždy vystavena proti hlavni a úderníku, respektive zápalníku. U jednočinného revolveru(SA) musí být před každým výstřelem ručně natažen kohout, u dvojčinného (DA) stačí promáčknout spoušť. Většina moderních revolverů umožňuje střelbu ve dvojčinném i v jednočinném režimu, což vede k přesnější střelbě, přesto se zejména u civilních zbraní pro sebeobranu prosazuje pouze dvojčinný (DAO – Double Action Only) systém, kdy je bicí ústrojí (kohout) natahováno pouze promáčknutím spouště. Kohout tak může být zcela malý, oblý a krytý, takže se nemůže při rychlém vytažení zachytit za oděv.
Nejčastější kapacita válce je šest ran, malé obranné zbraně jsou často pětiranné, ale vyskytují se i válce, které mají deset i více komor. Záleží na určení revolveru a také na ráži.
Pro revolver je typické používání nábojů s okrajem, vystupujícím na konci u zápalky nad průměr náboje a tímto okrajem zabraňujícím propadnutí náboje dovnitř nábojové komory, která má stejný vývrt po celé délce válce. Přesto však existují i revolvery s válci na pistolové, bezokrajové náboje a naopak pistole uzpůsobené na náboje okrajové. Během dlouhého období vývoje revolverů bylo vyvinuto mnoho ráží. Některé z nich dosáhly velkého rozšíření a jsou používány dodnes, jako například .22 LR (pro revolvery původně určené jen .22Short a .22Long, .22LR – Long Rifle byl původně vyvinut pro pušky, stejně jako .22WMR) pro sportovní a zábavnou střelbu, .38 Special a .357 Magnum pro policejní a sebeobranné účely a .44 Magnum, kterou proslavil například Clint Eastwood v sérii „Drsný Harry“. Jedná se o výkonný a přesný náboj, který je populární např. V USA k lovu z dlouhých i krátkých zbraní. Nejvýkonnější sériově vyráběný revolverový náboj je .500 S&W Magnum. Výhodou revolverového střeliva je jeho větší variabilita ( větší rozsah energie střely) přičemž to nemá vliv na samotnou funkci zbraně. Jediná vážnější závada hrozí u střeliva se špatně zakrimpovanou střelou a to je zablokování válce.

## Historie
Revolverové zbraně jsou součástí dlouhého vývoje opakovacích zbraní. Na rozdíl od tzv. pepřenek, které používaly otáčivý svazek hlavní, revolver má jen jednu hlaveň a otáčivý válec s komorami. Revolvery jsou neodmyslitelně spojeny se Samuelem Coltem, který jako první patentoval (1836) a vyráběl použitelné revolvery (samotným autorem byl ale John Pearson). Jednalo se stále o revolver nabíjený zepředu. V České republice je slovo „kolt“ často synonymem pro revolver, ačkoliv revolvery vyrábí i mnoho jiných výrobců a naopak firma Colt s produkcí revolverů prakticky skončila a věnuje se jiným typům zbraní. Adamsův revolver s Beaumontovou úpravou již měl tradiční dvoučinnou spoušť, umožňující z rozhodnutí střelce provést výstřel pomocí ručního nebo spoušťového napínání. První revolver nabíjený zezadu kovovými nábojnicemi vyrobil roku 1853 pařížský puškař Eugene Lefaucheux. Tento revolver také umožňoval výstřel pomocí spoušťového napínání. Náboje do tohoto revolveru byly typu Lefaucheux (s kolíčkovou zápalkou, jehož konstruktérem byl Eugenův otec Casimir Lefaucheux). V severní Americe byly převládající jednočinné revolvery bez spoušťového napínání. První revolver firmy Colt s dvoučinným spoušťovým ústrojím byl uveden v roce 1877.
Revolvery zůstávají stále oblíbené, i když byly postupně nahrazovány samonabíjecími pistolemi, obzvlášť tam, kde je důležitá velká palebná kapacita a rychlost přebití. První patent na revolver s válcem s komorami provrtanými skrz a používající plechové nábojnice obdržela firma Smith and Wesson pro salonní model ráže .22, od ní pak práva odkoupila firma Colt a r. 1875 začala s masovou výrobou "šestiraňáků" (Sixshooter) – prakticky shodných modelů SAA (Single Action Arm – jednočinná ruční zbraň) – Army (ráže .45,hlaveň 71⁄2″), Navy (.38, 85⁄8") a civilní Peacemaker (.45, 6") a řady dalších, odvozených, lišících se jen délkou hlavně a v detailech, převážně v armádní ráži .45, méně v "námořní" ráži .38, jež nahradily ráže perkusních revolverů .44, resp. .36. Menší ráže se znovu prosazují až s nástupem bezdýmného prachu ve 20. stol.

## Nabíjení a vybíjení
První revolvery vznikly už v době předovek. Komory válců nebyly provrtané skrz a nabíjely se zepředu. Nejdřív se nasypal prach a potom se vložila sférická olověná střela obalená textilní ucpávkou, z druhé strany vedl původně k prachové náplni kanálek – zátravka, jímž prošlehl plamen od pánvičky křesadlového zámku. Před každým výstřelem bylo třeba ručně pootočit válec a na pánvičku nasypat prach. Byly to zbraně, které měly do spolehlivosti a hlavně komfortu ještě hodně daleko. Pokroku bylo dosaženo až s vynálezem třaskavin pro kapsle a vzniku perkusních zámků, pak rázem představovaly revolvery významný pokrok, zejména při obraně před přesilou. Pod hlavní byla většinou uložena nabíjecí páka, která pomáhala střelci natlačit střely do komory, bylo-li to však možné, válec se vyjímal ven a nabíjel se v klidu na stole. První prakticky použitelné revolvery se objevily až s nástupem perkusního zámku, tj. ve 30. letech 19. století. Ještě ranější revolvery, které vznikly v době křesadlových zámků, už za třicetileté války, byly pouze technickou kuriozitou a neměly zautomatizované otáčení válce ani praktický význam.

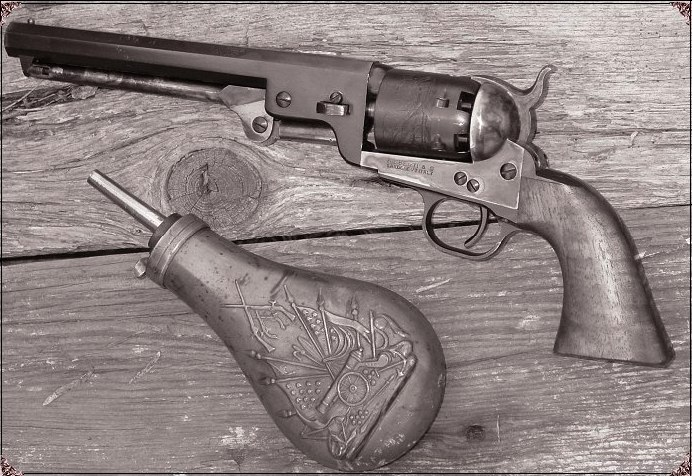
Colt 1851 Navy
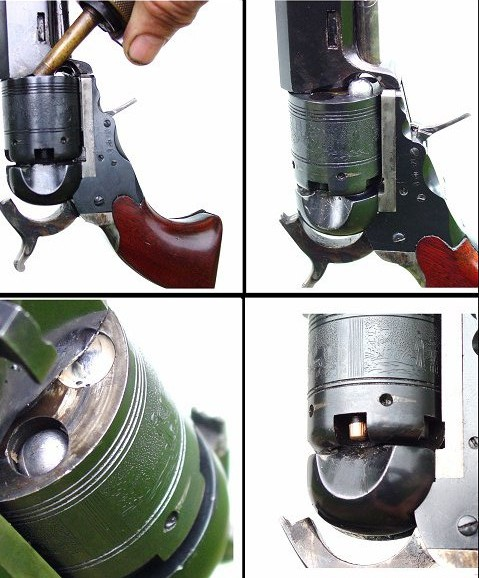
Front reloading a cap and ball pistol
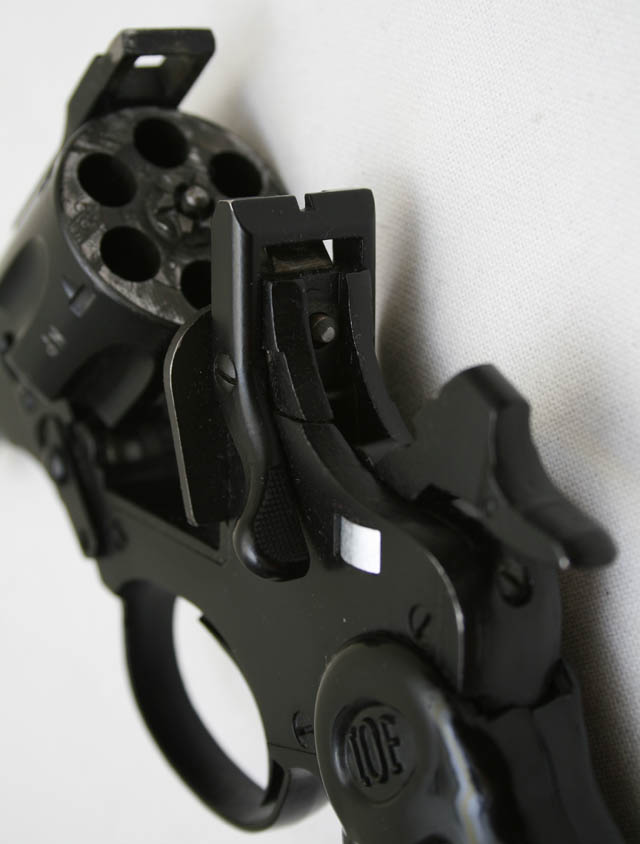
Revolver IOF-32 se sklopenou hlavní
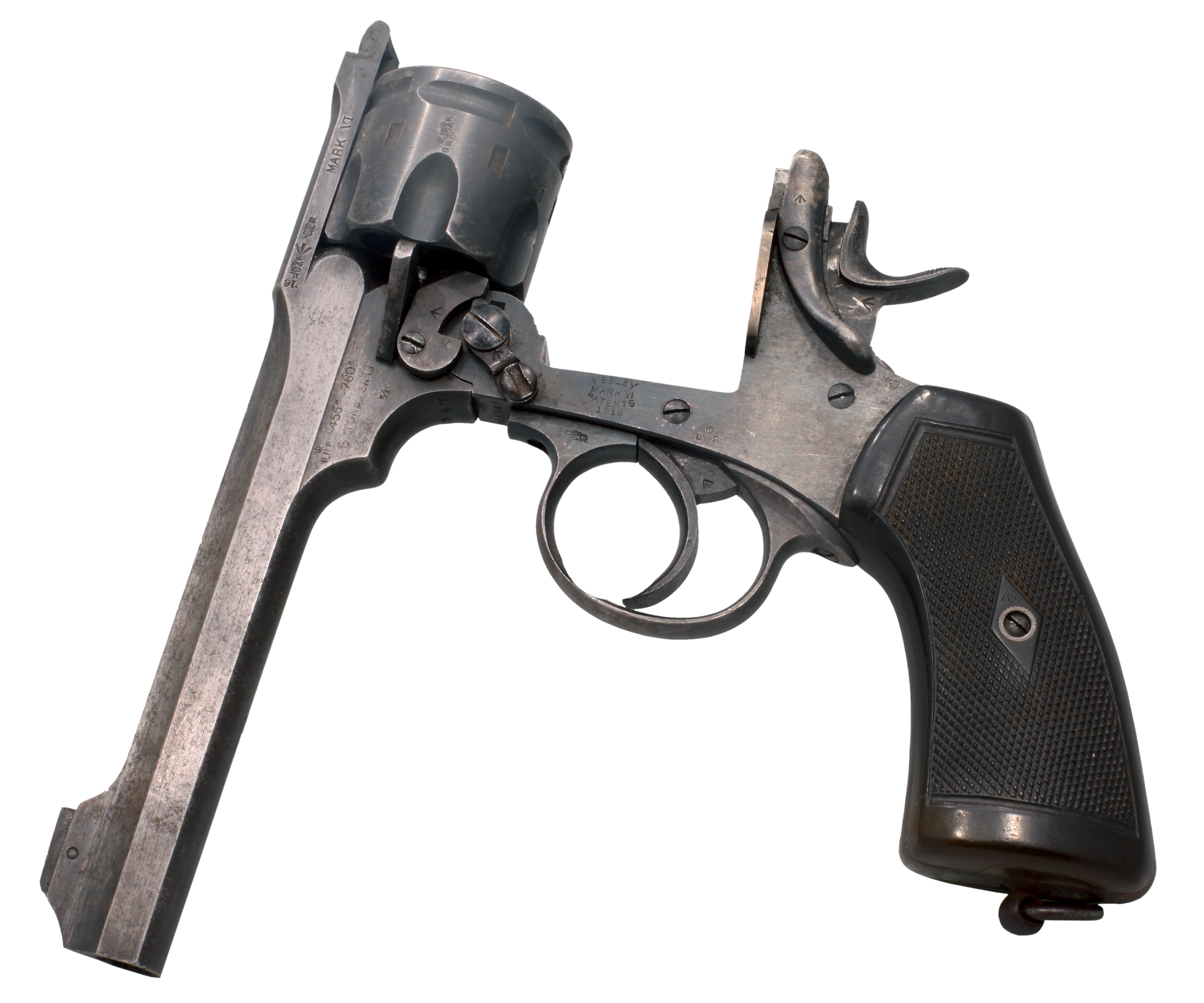
Revolver Webley Mk VI se sklopenou hlavní
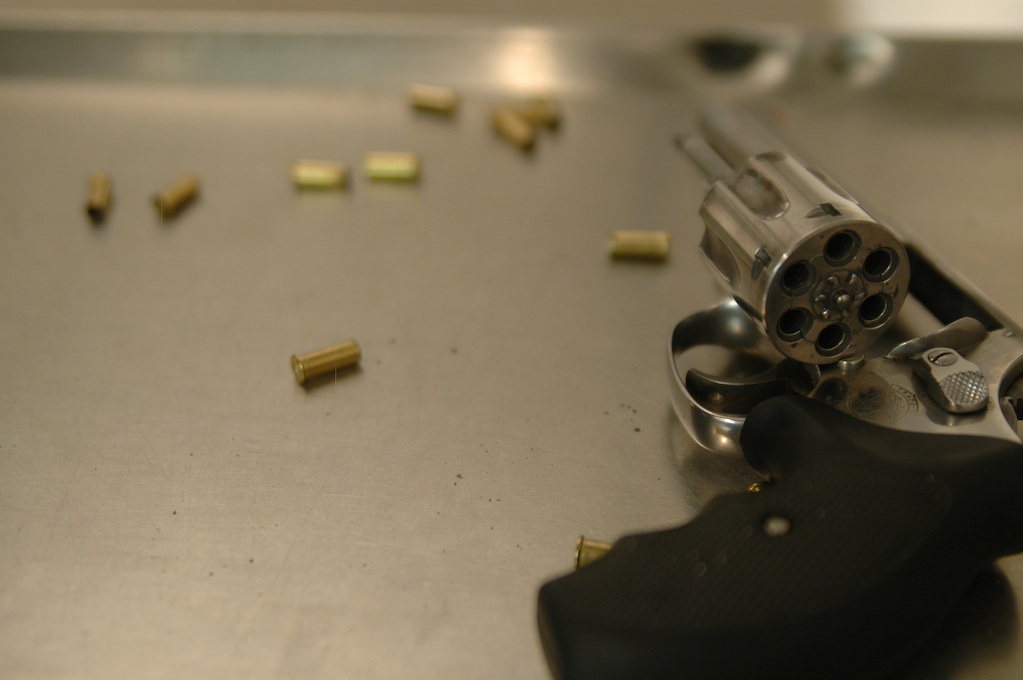
Šestiranný revolver s vyklopeným válcem
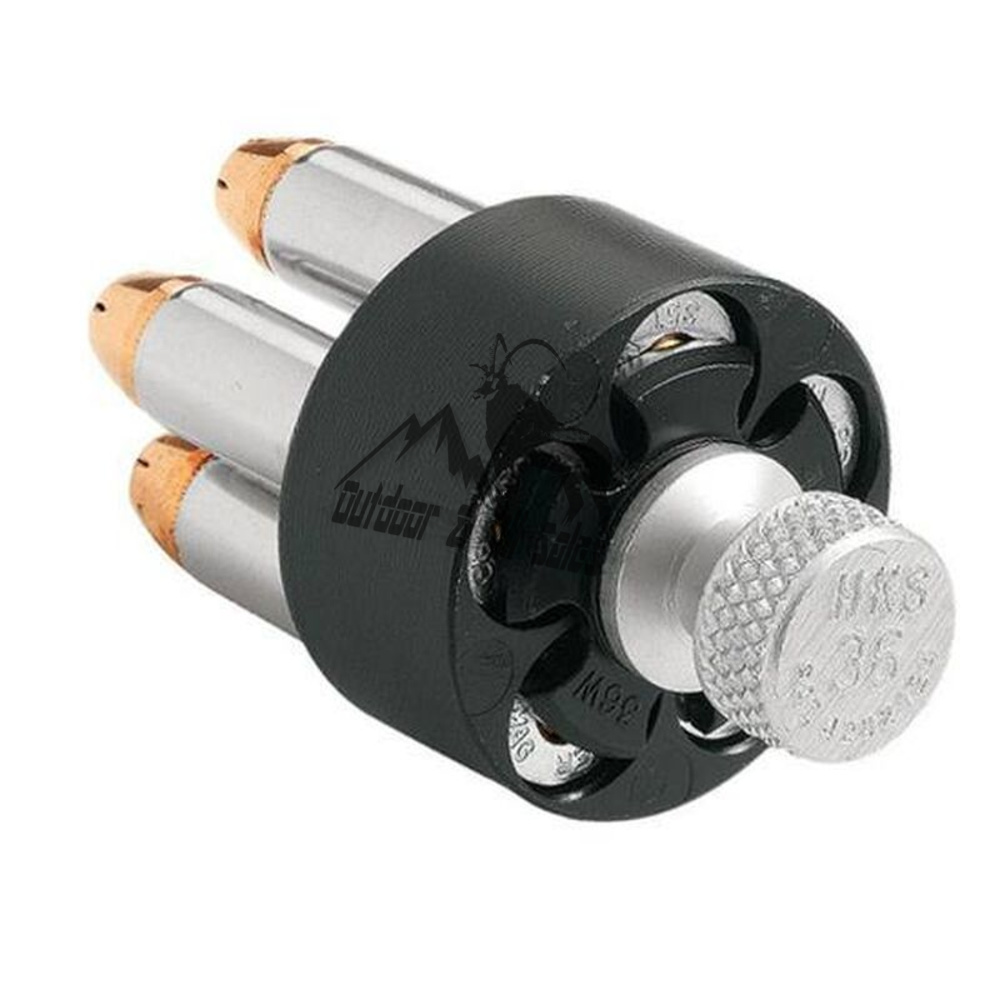
Pětiranný rychlonabíječ

### Revolvery s postupným nabíjením a vybíjením

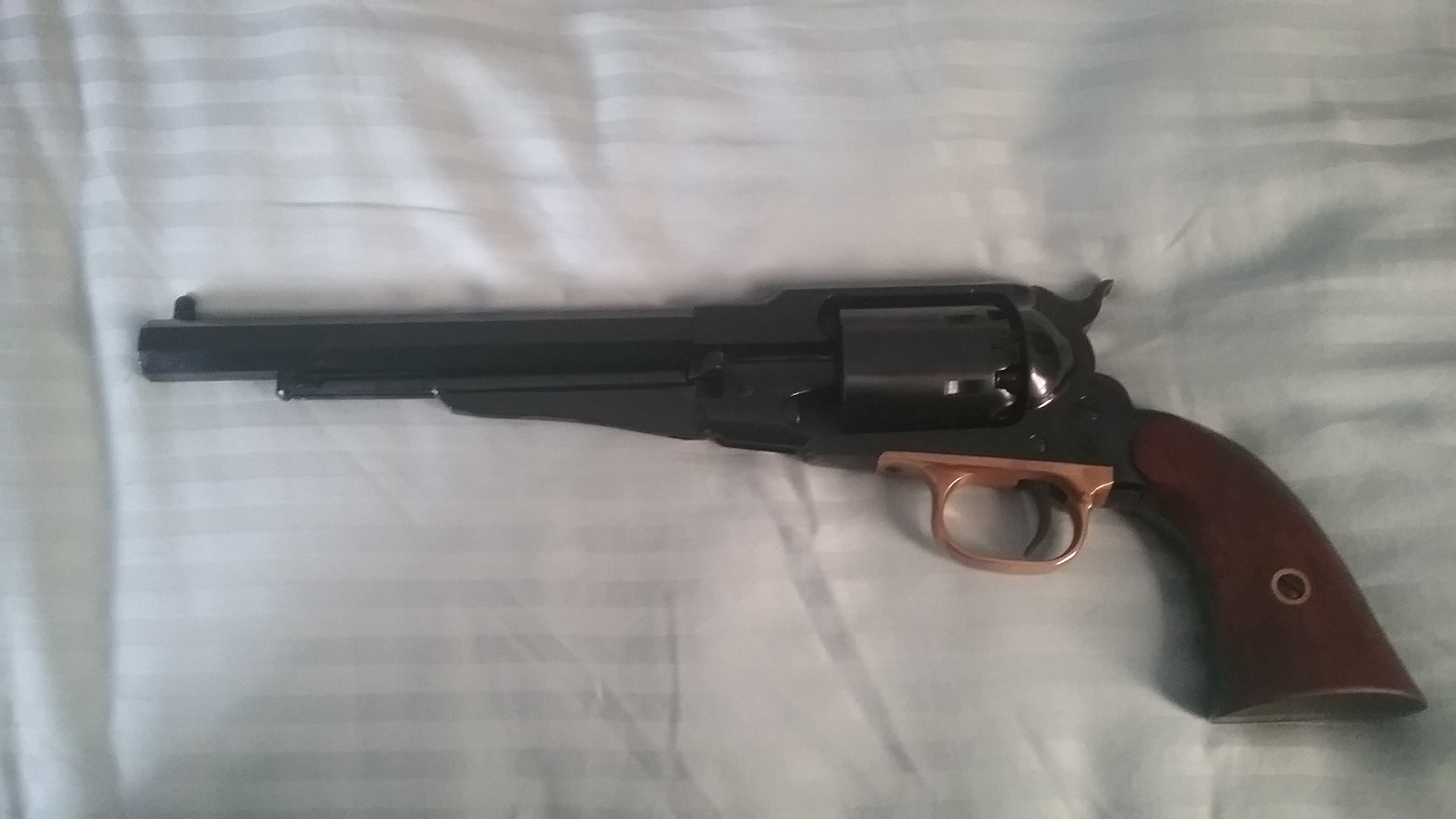
Reproduction 1858 Remington New Army revolver made by Pietta

V 50. letech 19. století se objevují první revolvery na jednotné kovové, nejprve tzv. kolíčkové náboje systému Lefaucheux. Nabíjení těchto zbraní prošlo určitým vývojem. Zpočátku bylo nutné vyjmout válec ze zbraně, nabít a vložit zpět. Pozdější modely, již na okrajové náboje se středovým zápalem, používaly nabíjecí klapku vzadu u válce, který se ze zbraně již nevyjímal. Nejznámějším příkladem je Colt Single Action Army. Po odklopení klapky bylo možné vyhodit z jedné komory prázdnou nábojnici a vložit nový náboj. Potom se pootočil válec a bylo možné nabít další komoru. Nabíjení tímto způsobem je sice pomalé, ale toto řešení je stále používáno u loveckých zbraní ve výkonných rážích, protože válec je pevně usazen v rámu a lépe tak snáší rázy při výstřelu.

### Revolvery se současným nabíjením a vybíjením
U revolverů se současným vybíjením jsou všechny nábojnice, resp. nevystřelené náboje, vyhozeny naráz, což snižuje dobu nutnou k přebití. Nabití lze provést vložením jednotlivých nábojů nebo více nábojů současně. I u revolverů se současným vybíjením je doba nutná pro přebití relativně dlouhá (vliv má i schopnost střelce). Pro zrychlení přebíjení byla vytvořena zařízení, která umožňují zkrátit čas nutný k nabití revolveru, např. měsíčkový klip nebo rychlonabíječ.

#### Revolvery se zlamovací hlavní
Dalším stupněm vývoje byly tzv. zlamovací revolvery. Rám byl otočný kolem čepu, který byl umístěn před válcem. Při stisku uzamykacího tlačítka a vyklopení hlavně nahoru, později dolů se revolver „zlomil“ a odhalila se zadní část válce. Nyní bylo snadné vyjmout prázdné nábojnice z válce (u pozdějších verzí pomocí centrálního vyhazovače) a nabít nové náboje, buď po jednom nebo za použití moderního přípravku pro zrychlení přebíjení. Zlamovací revolvery se nyní již téměř nepoužívají, protože konstrukce zlamovacího rámu je považována za příliš slabou pro moderní výkonné náboje. První zlamovací revolver s automatickým vyhazováním nábojnic byl Smith & Wesson model 1869.

#### Revolvery s výklopným válcem
Poslední a nejpoužívanější metodou je výklopný válec. Po stisku tlačítka se válec vyklopí, nejčastěji doleva. Prodloužená osa válce slouží zároveň jako centrální vyhazovač, zatlačením na osu zepředu dojde k vyhození všech nábojnic z válce. Po nabití nových nábojů stačí válec zaklopit zpět do rámu a zbraň je připravena ke střelbě. První revolver tohoto typu uvedla na trh firma Colt v roce 1889.

## Revolvery podle typu bicího a spoušťového ústrojí

### Jednočinné revolvery

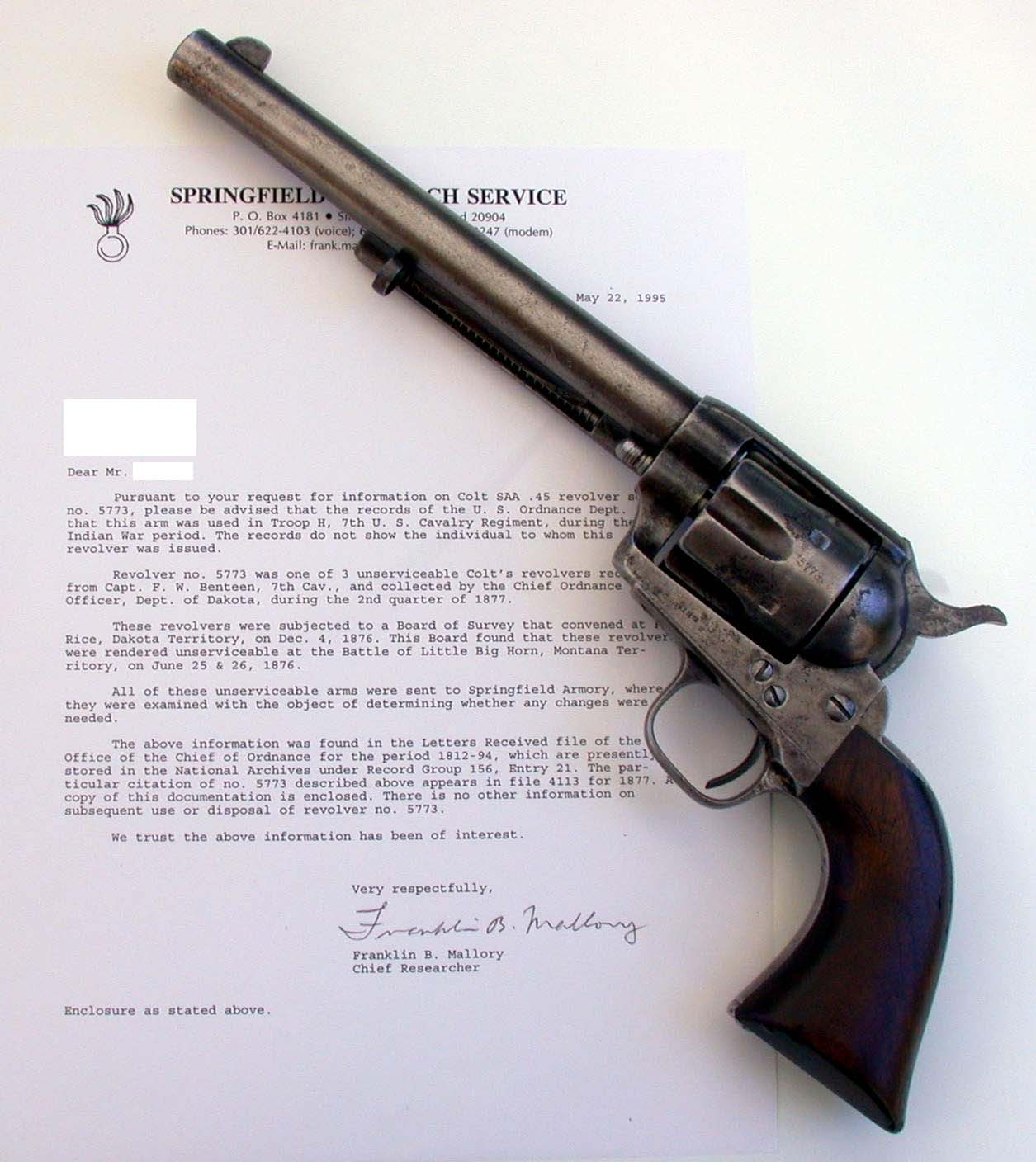
Colt Single Action Army

U jednočinných (single action - SA) revolverů je třeba před každým výstřelem ručně natáhnout kohout. Při napnutí kohoutu dochází zároveň k pootočení válce a před hlaveň je vystavena další komora. Při stisku spouště je uvolněn kohout, který následně odpálí náboj. Pro další výstřel je nutné opět natáhnout kohout. Tento systém je nazýván jednočinný (single action) právě proto, že spoušť provádí jen jednu činnost – uvolnění kohoutu. Chod jednočinné spouště je lehký a krátký, a proto je střelba v tomto režimu přesná. Pro obranu nejsou jednočinné revolvery příliš vhodné, protože natahování kohoutu výrazně snižuje rychlost palby.
Zrychlit palbu je možné pomocí tzv. fofrování (anglicky fanning), kdy střelec drží spoušť stále stisknutou a malíkovou hranou druhé ruky napíná kohout. Tato technika je použitelná jen pro střelbu na krátkou vzdálenost.

### Dvojčinné revolvery

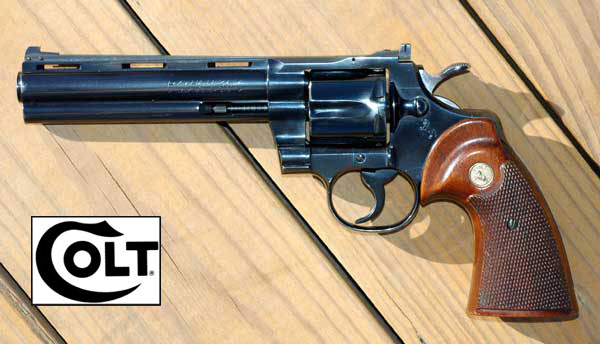
Colt Python

U dvojčinných (double action - DA) revolverů je možné střílet promáčknutím spouště bez ručního napínání kohoutu. Stiskem spouště se napíná kohout a zároveň se otáčí válec. Když kohout dosáhne své zadní polohy, tak se uvolní a odpálí náboj. Chod spouště v tomto režimu je mnohem delší a tvrdší než v jednočinném. To má negativní vliv na přesnost střelby, protože dlouhá a tvrdá spoušť zvyšuje pravděpodobnost strhnutí.  Rychlost palby je ovšem větší, což je pro obranu výhodné, protože většina obranné střelby se odehrává na vzdálenost několika metrů. Většina DA revolverů umožňuje palbu také v SA režimu (střelec má možnost si zvolit zda kohout natáhne ručně nebo spouští).
Některé revolvery jsou ovšem výhradně dvojčinné (double action only – DAO). Kohout je zcela skryt v rámu zbraně a není možné ho ručně natáhnout. Skrytý kohout minimalizuje riziko, že se při tasení zachytí o oděv a také umožňuje střelbu z kapsy.

## Použití tlumičů hluku
Až na výjimky nebylo u starších konstrukcí možné použít u revolverů tlumič, protože mezi hlavní a válcem byla z konstrukčních důvodů mezera až 1 mm, kterou při výstřelu unikla značná část plynů a to vyvolalo značný neodfiltrovatelný hluk. Moderní revolvery však mají mezeru zúženou běžně na 0,1 mm, špičkové, ručně dopasované modely až 0,02 mm (Colt Python, některé modely Cassul), takže již nedochází k úniku spalin, jež by výrazněji ovlivnily hluk utlumeného výstřelu (únik je dokonce menší, než u samočinné zbraně!). Vždy však je nutno použít střelivo, udělující střele jen podzvukovou rychlost (označené SS – SubSonic), protože nejpodstatnější složkou hluku výstřelu je sonický třesk střely, letící nadzvukovou rychlostí.
Přesto existovalo již dříve několik málo konstrukcí, kde má použití tlumiče smysl. Nejznámější je Nagant M1895, vyráběný a rozšířený hlavně v Rusku v období od roku 1895 až do konce 2. světové války. Vyráběl se v několika verzích, některé (důstojnické z období první světové války) měly pro zvýšení účinnosti a dostřelu nezvyklou konstrukci: Při výstřelu se válec přitlačí na hlaveň a v kombinaci se zvláštními náboji (střela je zcela zapuštěna v nábojnici, která přesahuje cca 5 mm z válce) je ústí nábojnice zatlačeno až do hlavně a tak mezera mezi válcem a hlavní je zcela eliminována. Takový revolver je však velmi konstrukčně složitý a drahý, tato konstrukce byla záhy opuštěna a již dlouho se nic podobného nevyrábí.

## Automatické revolvery

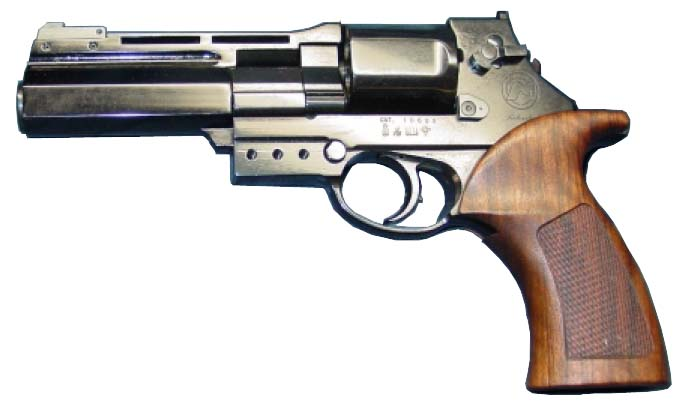
Autorevolver Mateba

Dvojčinné revolvery sice umožňují poměrnou rychlou palbu, ale za cenu dlouhého a tvrdého chodu spouště. Proto byly zkonstruovány automatické revolvery, které se snažily zkombinovat rychlost palby DA režimu s lehkou spouští SA režimu.
Webley-Fosbery Automatic Revolver byl první takovou konstrukcí uvedenou v roce 1901. Pracoval na principu zpětného rázu, při výstřelu se válec a hlaveň pohybovaly dozadu, napnuly kohout a otočily válcem. V té době existovalo jen několik modelů samonabíjecích pistolí, které byly navíc větší, méně spolehlivé a dražší. Automatický revolver byl poměrně populární, když se poprvé objevil, ale byl záhy překonán rychlým vývojem samonabíjecích pistolí.
V roce 1997 firma Mateba sestrojila nový typ automatického revolveru s názvem Mateba Autorevolver, který používá energii zpětného rázu k otočení válce. Firma sestrojila několik verzí s různě dlouhými hlavněmi v rážích .357 Magnum, .44 Magnum a .454 Casull. Kromě výkonných nábojů je v revolverech Mateba použita další neobvyklá úprava – pro zmenšení výšky mezi rukou držící zbraň a odpalovaným nábojem, který při zpětném rázu při výstřelu zvedá ústí zbraně, jsou u revolverů Mateba náboje odpalovány ze spodní komory válce.
Automatické revolvery představují slepou vývojovou větev. Jsou příliš komplikované, těžké a drahé. Nepřinášejí žádnou výhodu proti samonabíjecím pistolím a ruší největší výhody klasických revolverů – jednoduchost obsluhy a spolehlivost.

## Výhody a nevýhody revolveru
Výhody a nevýhody jsou uvedeny pro dvoučinný revolver. Ve srovnání se samonabíjecími pistolemi jsou revolvery jednodušší na ovládání (i když jejich konstrukce je paradoxně složitější než u pistole) a jsou považovány za spolehlivější (v případě selhání střeliva). Jestliže selže náboj u samonabíjecí pistole, musí střelec ručně natáhnout závěr, aby vyhodil vadný náboj z komory a nabil nový. U pistole může dojít také k závadě při samotném přebíjení. U dvojčinného revolveru stačí jen znovu stisknout spoušť. Oproti samonabíjecím pistolím jsou revolvery jednodušší na ovládání.

### Výhody
- Připravenost ke střelbě
- Jednoduchost ovládání a absence pojistek
- Spolehlivost funkce
- Nezávislost na použitém typu střeliva
- Sklon a tvar rukojeti
- Poloha těžiště

### Nevýhody
- Hmotnost a velikost
- Nižší rychlost střelby[pozn. 2]
- Nízká kapacita nábojů
- Pomalé přebíjení

## Slavné značky a výrobci (výběr nejznámějších)
- Adams zaniklá značka
- Alfaproj - český výrobce
- Armscor
- Astra[nepřesný odkaz]
- Charter Arms
- Cassul
- Colt dnes již nevyrábí revolvery
- Enfield
- Freedom Arms – výrobce značky Cassul
- Ghoda
- Magnum Research
- Manurhin
- Mateba
- Nagant zaniklá značka
- North American Arms
- Remington[nepřesný odkaz]
- Ruger
- Smith & Wesson
- Taurus
- Tranter
- Webley & Scott zaniklá značka
- F.lli Pietta – jen repliky historických zbraní

## Galerie

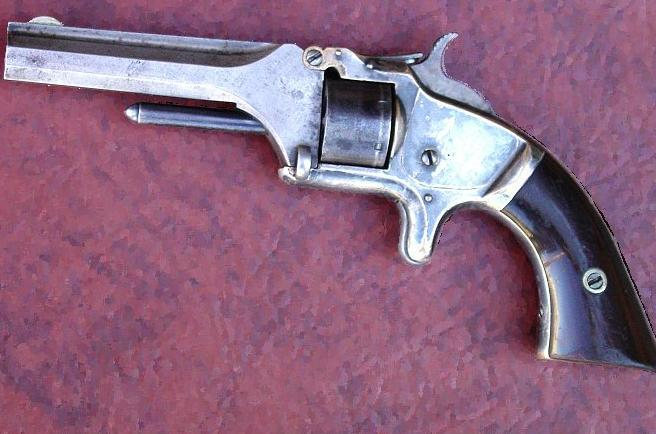
Smith & Wesson No 1
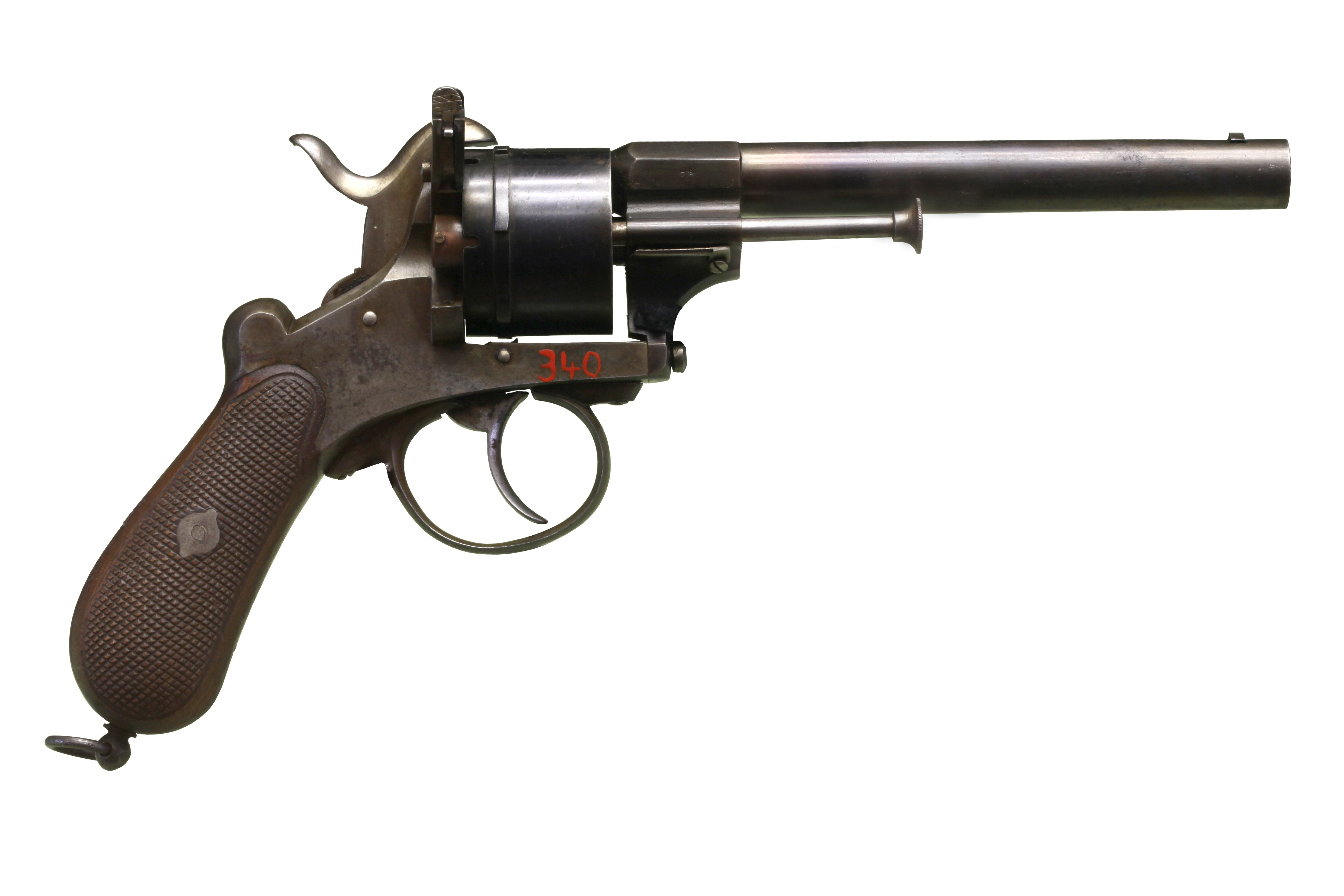
V Belgii vyrobený revolver Lefaucheux, circa 1860-1865
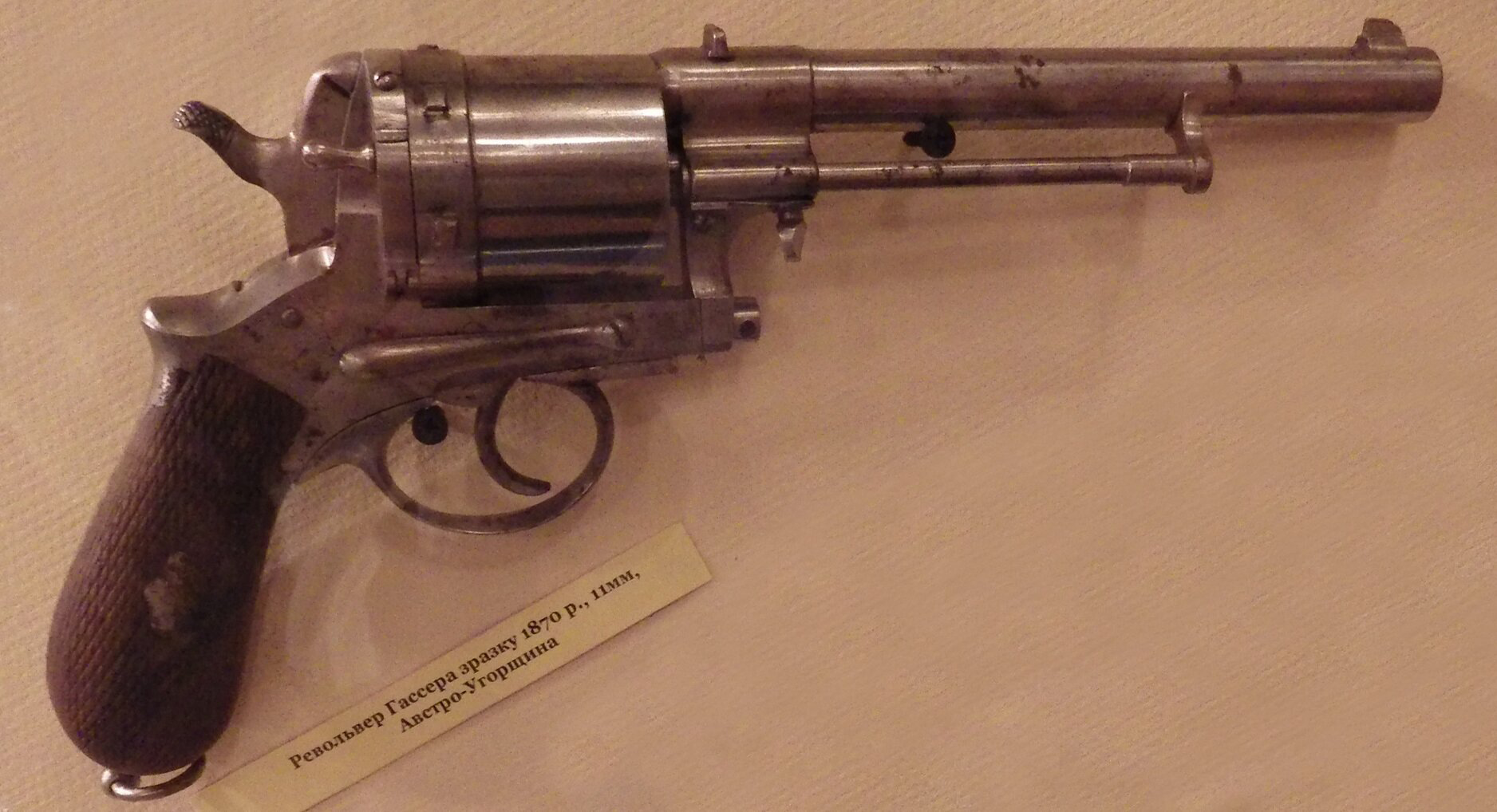
Gasser M1870
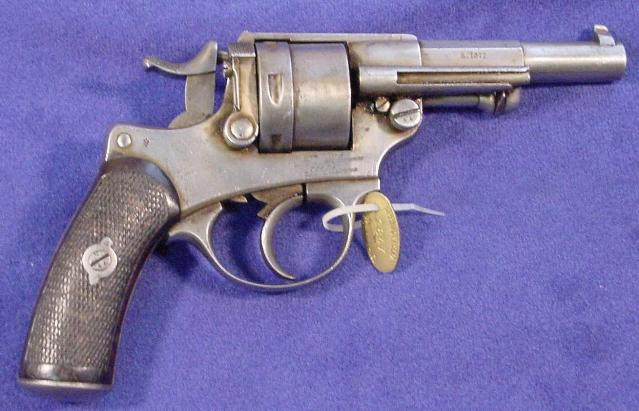
MAS M1873
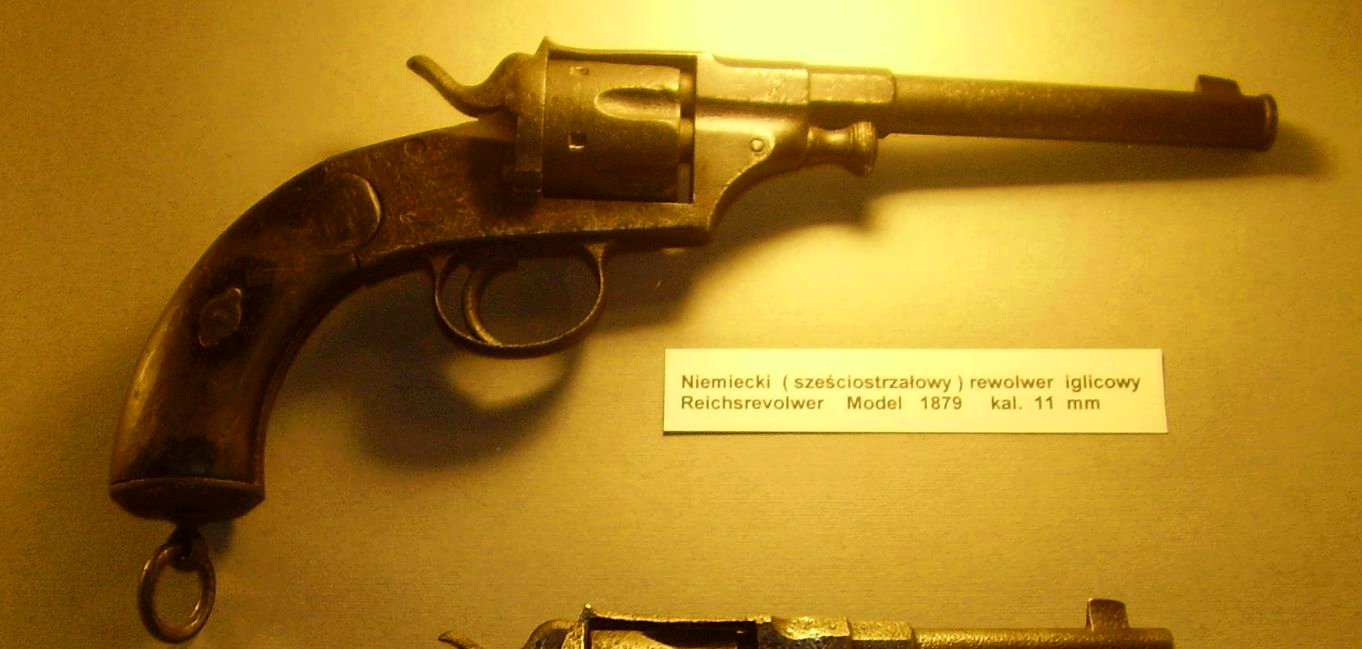
Reichsrevolver
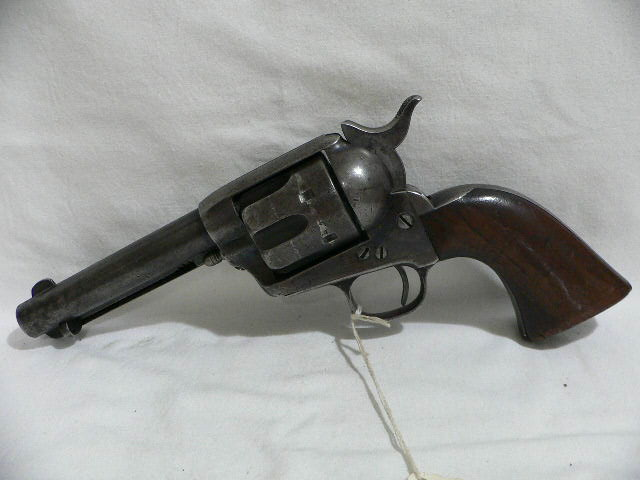
Colt Peacemaker
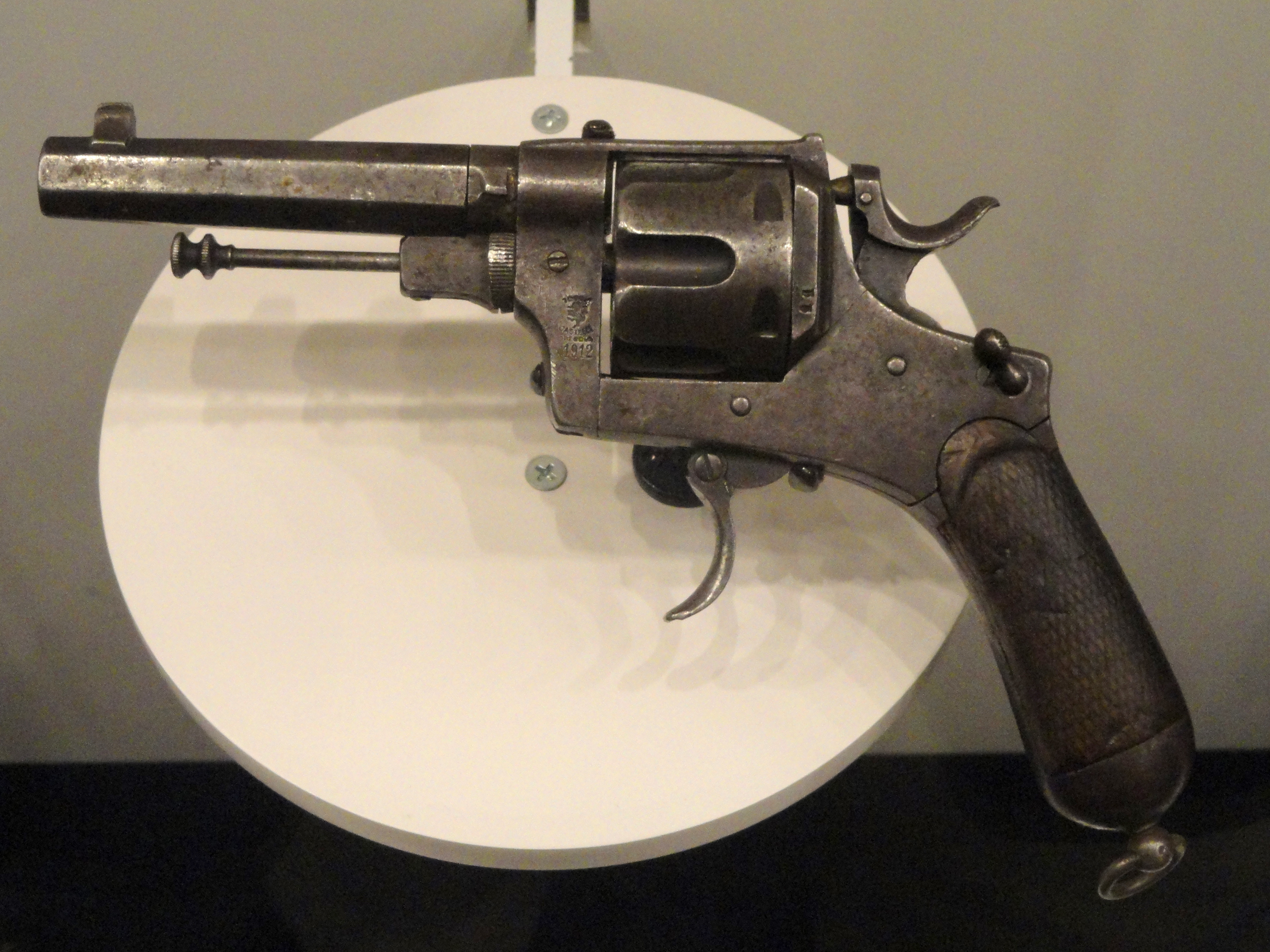
Bodeo M1889
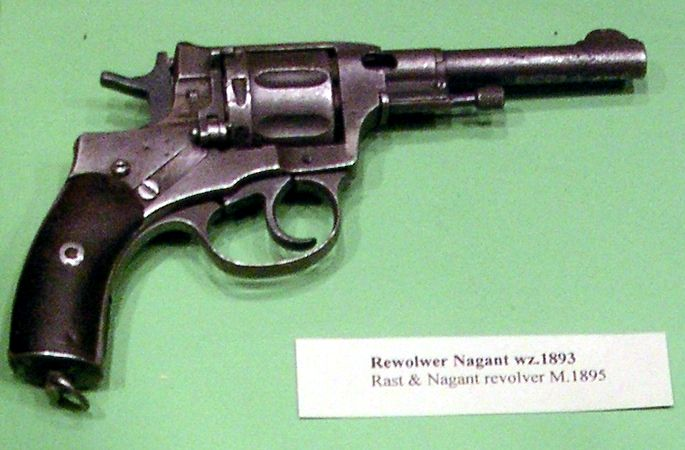
Ruský Nagant M1895
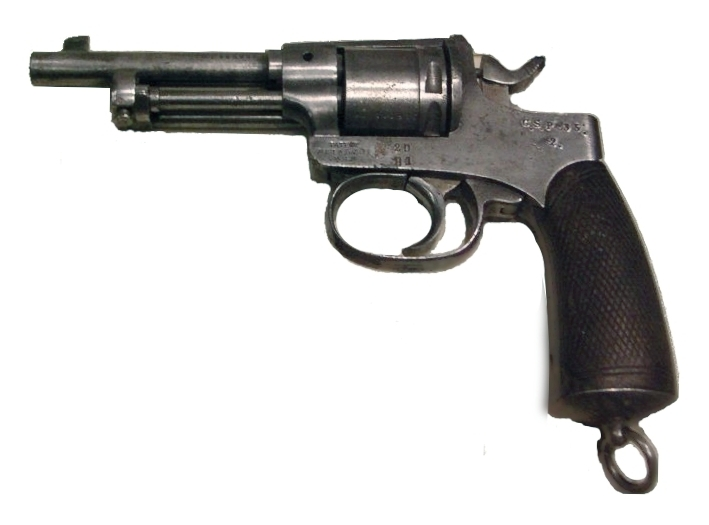
Rast & Gasser M1898
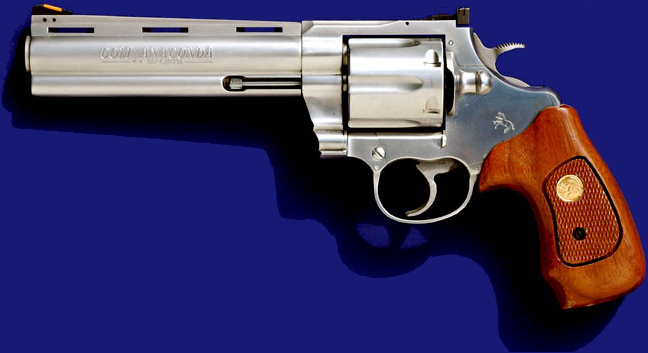
Colt Anaconda .44 Magnum revolver
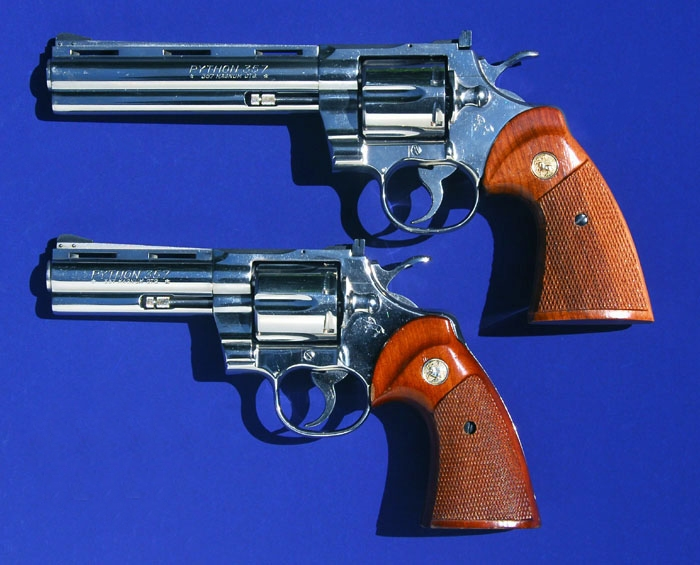
Revolvery Colt Python .357 Magnum
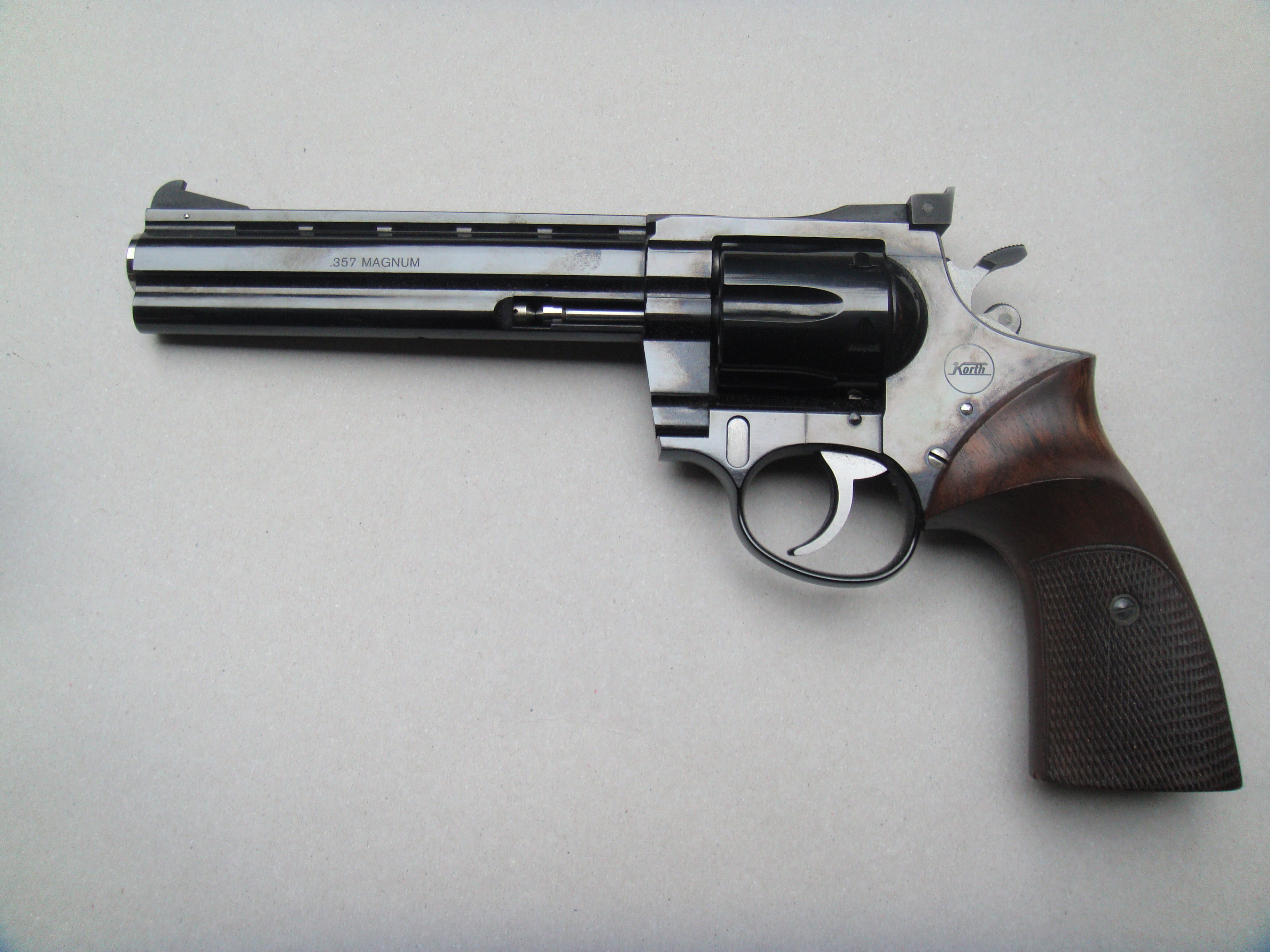
Korth Combat
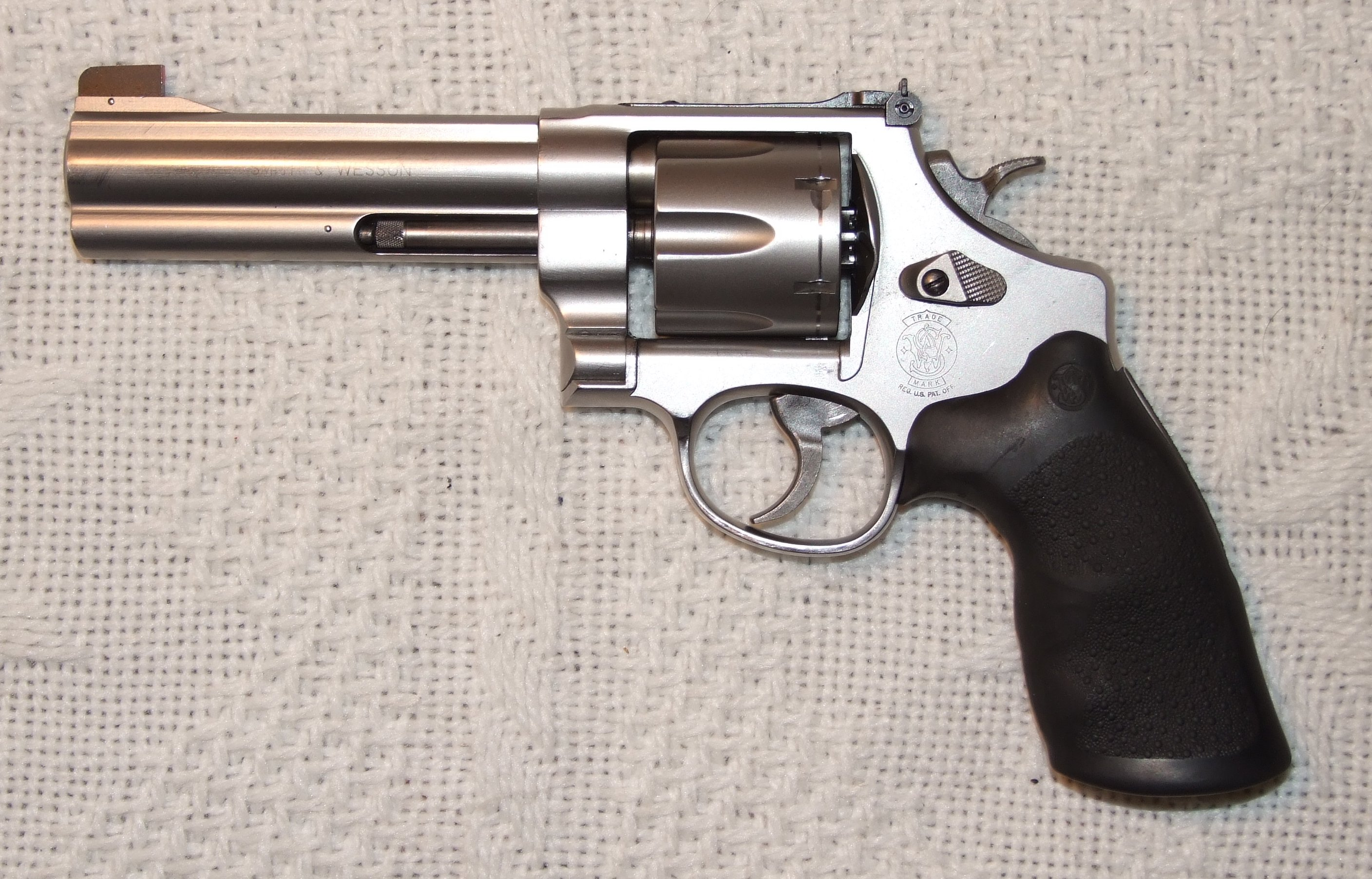
Smith & Wesson Model 625 pro IPSC shooting
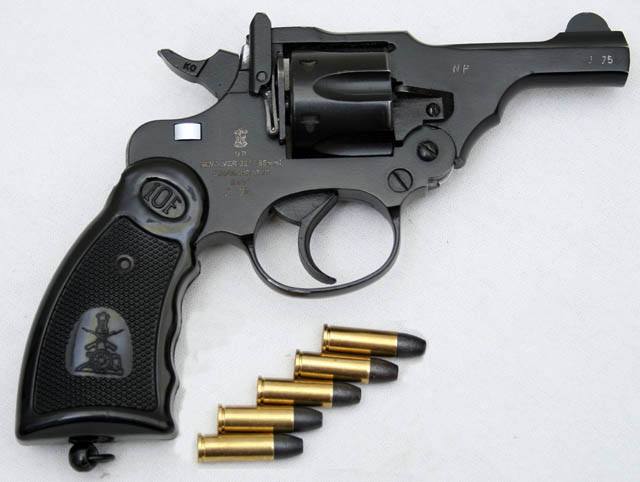
IOF .32 Revolver in .32 S&W
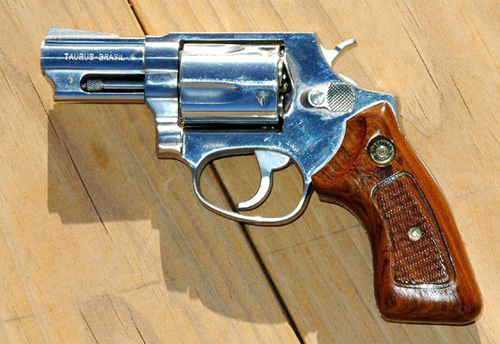
Taurus .357 Magnum Model 605
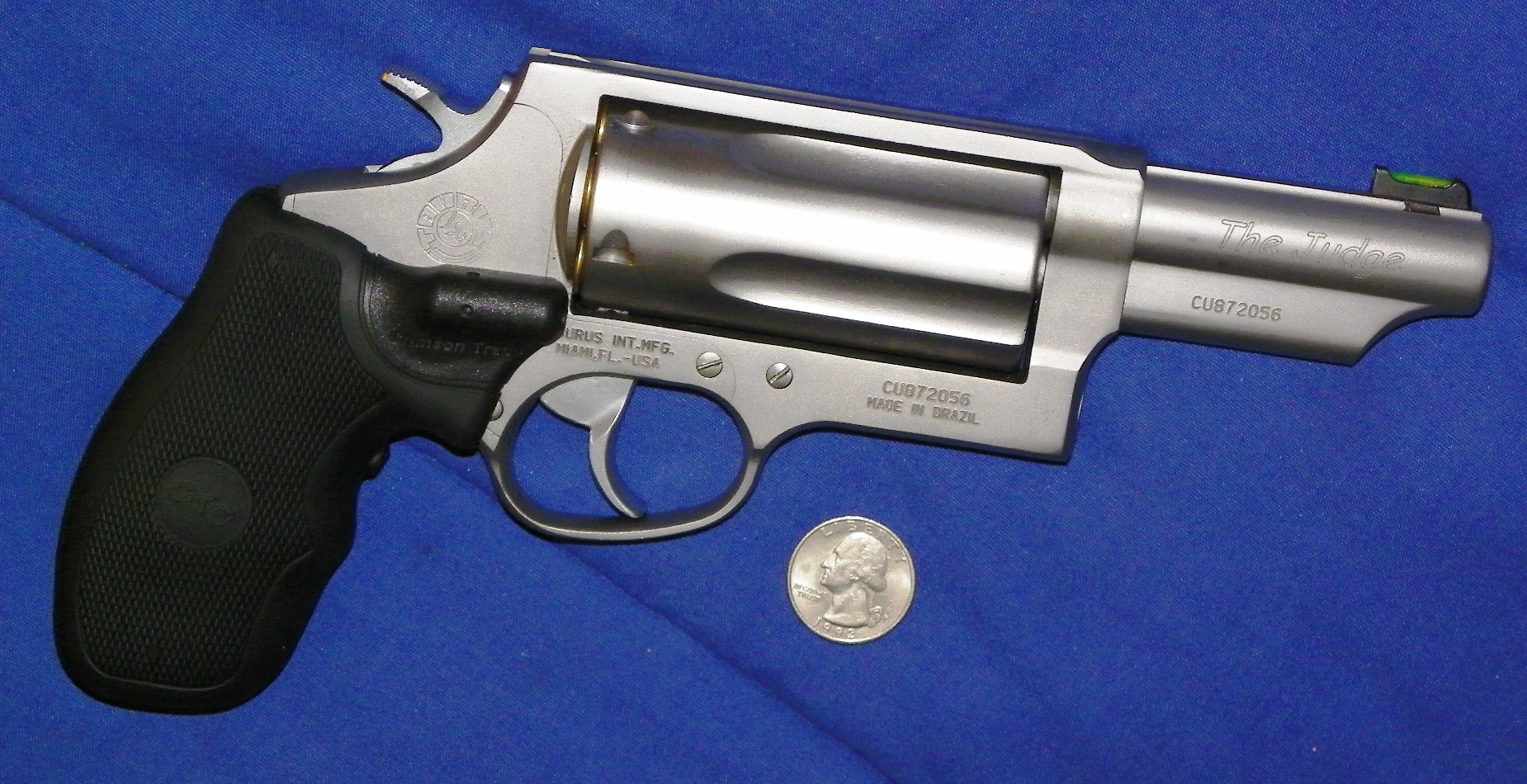
Taurus .45 Colt/.410 bore Model 4510 'The Judge'